# 이매창 묘
이매창 묘(李梅窓 墓)는 대한민국 전북특별자치도 부안군 부안읍 서외리에 있는 무덤이다. 1983년 8월 24일 전라북도의 기념물 제65호로 지정되었다.

## 개요
조선 중기에 부안 현리였던 이양종의 서녀로 태어난 이매창(1573년∼1610년)의 묘이다. 매창은 그녀의 호이며, 이름은 태어난 해가 계유년이어서 계생, 계랑이라 하였다.
아버지에게서 한문을 배웠으며 시와 글씨가 뛰어나 황진이에 버금가는 명기이자 조선 여성 시인의 한 사람으로 꼽힌다. 또『홍길동전』의 저자인 허균이나 유희경 등의 시인과도 가까웠던 사이로 전해진다.
광해군 2년(1610) 여름 세상을 떠나자 거문고와 함께 묻혔으며 그녀의 대표적인 시조 ‘이화우(梨花雨)’는『가곡원류』시조집에 실려 있다. 생애 많은 시를 남겼으나 거의 없어지고, 1668년에 부안의 아전들이 외워 전하던 58편을 얻어 개암사에서 목판으로『매창집』을 만들었다.
부안읍 봉덕리에 위치한 이 묘는 보존상태가 양호하며, 앞에는 비석이 하나 세워져 있다.

## 같이 보기
- 이매창

## 참고 자료
- 이매창묘 - 국가유산청 국가유산포털